# Luce di Drummond

Limelight  (ovvero luce all'ossido di calcio o luce di Drummond) è un tipo di illuminazione da palcoscenico inizialmente usato nei teatri e negli auditorium. La consistente quantità di luce è ottenuta puntando una fiamma di ossidrogeno contro un cilindro di ossido di calcio, il quale può essere scaldato fino a 2.572 gradi Celsius prima di fondere. La luce prodotta è una combinazione di incandescenza e candoluminescenza.
In lingua inglese il termine limelight ha assunto il significato di "luci della ribalta" e viene tuttora utilizzato anche per l'illuminazione elettrica.

## Storia
L'effetto limelight fu scoperto nel 1820 da Goldsworthy Gurney utilizzando per le sperimentazioni il cannello all'ossidrogeno, la cui invenzione è normalmente attribuita a Robert Hare. Nel 1825, un ingegnere scozzese, Thomas Drummond (1797–1840), vide una dimostrazione dell'effetto limelight da Michael Faraday e pensò che tale luce dovesse essere sperimentata. Drummond realizzò un prototipo nel 1826, e per questo l'apparecchio è solitamente chiamato la luce di Drummond.

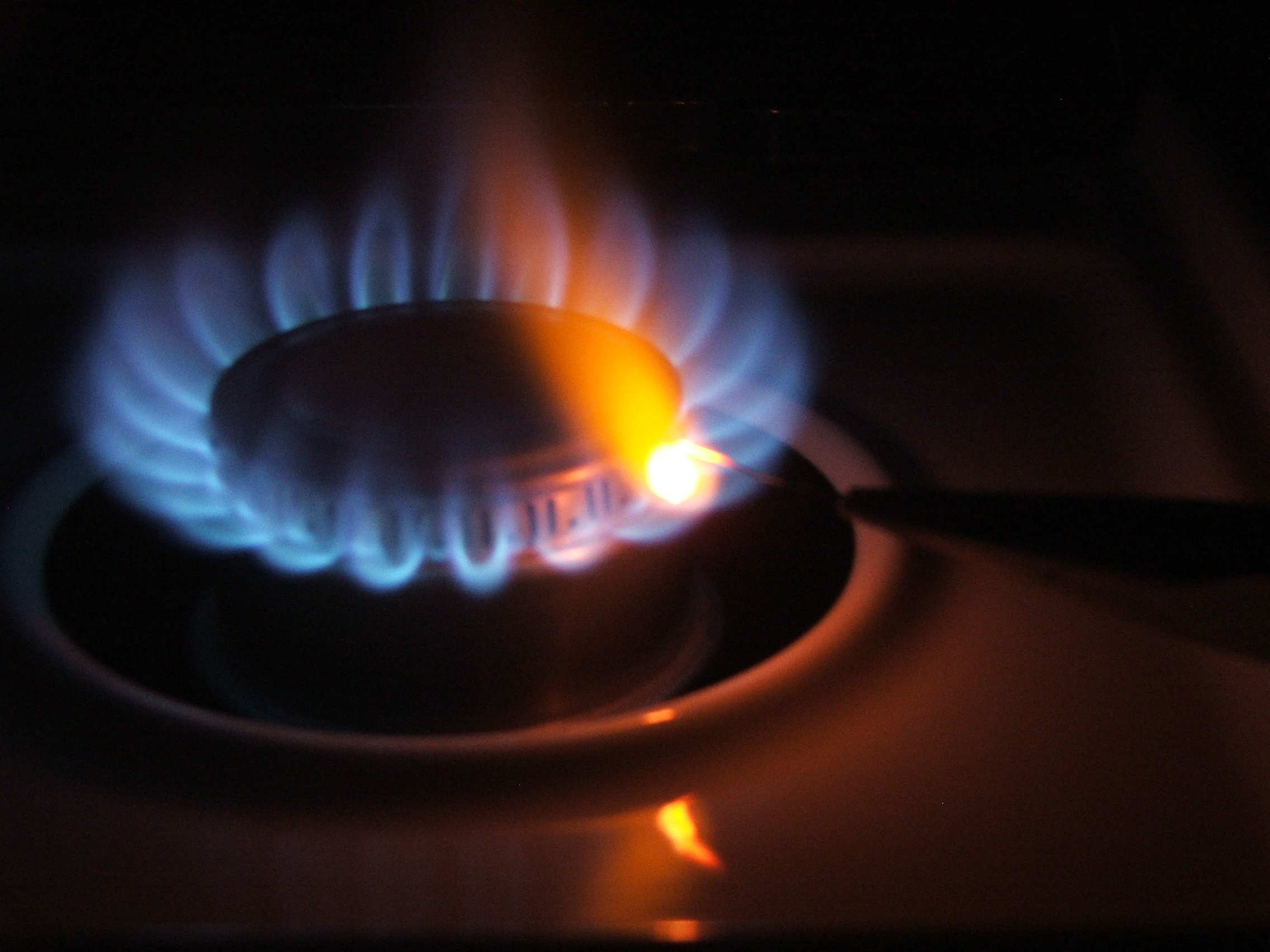
Una casalinga "luce di Drummond", di luminosità inferiore, realizzata scaldando idrossido di calcio con la fiamma a gas dei fornelli.

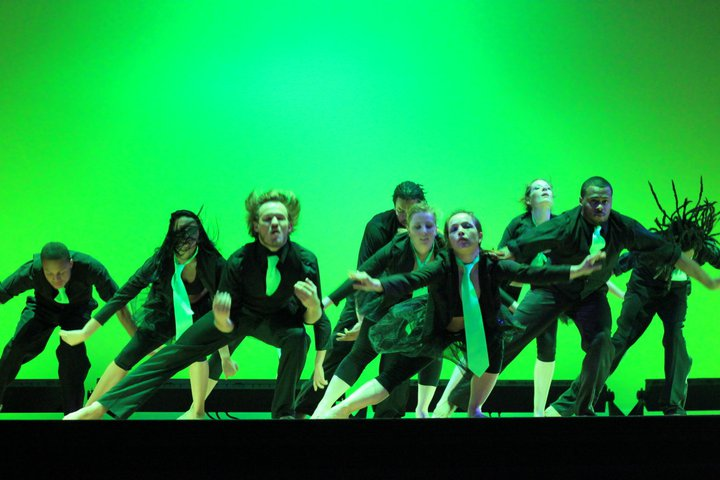
Una luce di scena colorata di verde usata in una produzione teatrale, giocando sul doppio significato della parola inglese "lime".

La luce di Drummond ebbe un utilizzo pubblico per la prima volta al Covent Garden Theatre a Londra nel 1837 e godette di un largo utilizzo nei teatri di tutto il mondo nei decenni del 1860 e del 1870.
Le luci di Drummond furono utilizzate per inquadrare i solisti alla stessa maniera dei moderni occhi di bue (spotlights).
La luce di Drummond fu sostituita dalla lampada ad arco alla fine del XIX secolo.